# Стъкло (филм, 1958)
„Стъкло“ (на нидерландски: Glas) е нидерландски документален филм от 1958 година. Той е първият холандски филм, удостоен с Оскар и се счита за един от най-влиятелните филми в историята на кинематографията, като се преповава в холандските, белгийските и американските киноакадемии.

## История на създаването
Предистория на създаването на филма е една 25-минутна рекламно- обучителна лента на име „Разговор за стъклото“, заснета по-рано през 1958 година по заявка на една фабрика за производство на стъкло. Комичен инцидент, свързан с разбиването на бутилки на поточната линия, на който свидетел става режисьора Берт Хаанстра, му подсказва сюжета и той се обръща към правителството с молба за финансиране.

## Продукция
Сюжета на филма е насочен към работата на производителите на стъкло. Самият режисьор определя жанра като „експериментална кинопоема“, а движенията на стъкларите сравнява с танц, под музикалния съпровод на джазовия квартет на Пим Якобс, който редува ускоряване на темпото с по-бавна музика. Силно издържан е хумористичния тон в кадрите с поточната линия, където поради техническа неизправност, бутилките започват да се разбиват една в друга докато не се намесва човешка ръка. Това е една алегория на конфликта между индустриализацията и традициите.

## Критика
Имайки предвид доста ограничения формат на филма, критиците оценяват с висока оценка произведението.

## Награди
- Награда Оскар за най-добър късометражен документален филм през 1960 година.
- Награда БАФТА за най-добър документален филм през 1959 година.
- Специална награда Сребърна мечка за най-добър късометражен документален филм от Международния кинофестивал в Берлин през 1958 година.